# 都阴河
都阴河，流经中华人民共和国河北省承德市宽城满族自治县东部的一条河流，是青龙河右岸支流。发源于大字沟乡小桲椤树村以南的黄土坡沟，（一说发源于大字沟乡跳沟村）向北流至大字沟乡转东流，流经苇子沟乡、汤道河镇和大石柱子乡等地，于大石柱子乡小石柱子村汇入青龙河。河长48.5千米，流域面积461.6平方千米，年均径流量0.73亿立方米。